# وادیم خاموتسکیخ
وادیم آناتولیویچ خاموتسکیخ (به انگلیسی: Vadim Anatolyevich Khamuttskikh) (به روسی: Вадим Анатольевич Хамутцких) (متولد ۲۶ نوامبر ۱۹۶۹ در آشا - درگذشته ۳۱ دسامبر ۲۰۲۱) بازیکن والیبال اهل روسیه که از سال ۱۹۹۶ تا ۲۰۰۹ عضو تیم ملی والیبال روسیه بود و عضو باشگاه گازپروم بود.